# La Escondida, Puebla
La Escondida är en ort i Mexiko.   Den ligger i kommunen Ajalpan och delstaten Puebla, i den sydöstra delen av landet, 240 km sydost om huvudstaden Mexico City. La Escondida ligger 2 324 meter över havet och antalet invånare är 332.
Terrängen runt La Escondida är huvudsakligen kuperad, men åt sydväst är den bergig. Runt La Escondida är det ganska tätbefolkat, med 116 invånare per kvadratkilometer. Närmaste större samhälle är Cuaxuxpa, 3,8 km öster om La Escondida. Omgivningarna runt La Escondida är en mosaik av jordbruksmark och naturlig växtlighet.